# All-Ireland Senior Hurling Championship 1887
L'All-Ireland Senior Football Championship 1887 fu l'edizione numero 1 del principale torneo di hurling irlandese. Tipperary vinse il primo titolo della sua storia, e della storia del torneo.

## Struttura
Il torneo fu l'unico della storia in cui non si tennero i campionati provinciali, ma ci fu un sorteggio aperto. In questa edizione, non ci furono le rappresentative di club come intese al giorno d'oggi, cioè simili alle nazionali di calcio e aventi la facoltà di convocare i migliori giocatori della contea. Le contee erano rappresentate dai campioni dei titoli delle contee stesse.
Parteciparono le seguenti squadre: Clare (Garraunboy Smith O'Briens), Dublin (Metropolitans) Galway (Meelick), Kilkenny (Tullaroan) Tipperary (Thurles) e Wexford (Castlebridge). Il torneo era a eliminazione diretta.

## Results
| Dublino 2 luglio 1887 Semifinale | Galway | 2-8 – 1-0 | Wexford | Elm Park |

| County Laois 30 luglio 1887 Primo turno | Tipperary | – | Dublin | Mountrath |

| County Tipperary 24 settembre 1887 Secondo turno | Tipperary | 1-7 – 0-2 | Clare | Nenagh |

| County Kilkenny 27 ottobre 1887 Semifinale | Tipperary | 4-7 – 0-0 | Kilkenny | Urlingford |

| Birr 1º aprile 1888 Finale | Tipperary | 1-1 – 0-0 | Galway | Birr Park (5 000 spett.) |

Dublino chiese di posticipare il match contro Tipperary, in quanto molti giocatori della propria squadra erano in vacanza. La GAA non concesse il permesso, e così Dublino rinunciò a partecipare al torneo.